# Коппенграфе
Коппенграфе (нем. Coppengrave) — община в Германии, в земле Нижняя Саксония.
Входит в состав района Хильдесхайм. Подчиняется управлению Дуйнген. Население составляет 690 человек (на 31 декабря 2010 года). Занимает площадь 3,20 км².
| Год  | Население |
| ---- | --------- |
| 1990 | 785       |
| 1995 | 761       |
| 2000 | 772       |
| 2005 | 703       |
| 2010 | 708       |